# Nikolaï Aleksandrovitch Mikhaïlov
 (mars 2025).
Pour les articles homonymes, voir Mikhaïlov.
Nikolaï Aleksandrovitch Mikhaïlov (russe : Николай Александрович Михайлов) (Moscou, 27 septembre 1906 - Moscou, 25 mai 1982 est un journaliste, diplomate, politicien soviétique, membre éminent du Parti Communiste de l'Union Soviétique (PCUS). Il a été de 1938 à 1952 Premier Secrétaire du Komsomol (« Union des jeunesses léninistes communistes », (en russe : Всесоюзный ленинский коммунистический союз молодёжи) mais également pendant une courte période, soit d'octobre 1952 à mars 1953, membre titulaire du Politburo (ou Présidium) du PCUS. Par la suite il fut ambassadeur en Pologne, puis en Indonésie ainsi que plusieurs années ministre de la culture de l'URSS.
Mikhaïlov, après avoir terminé sa scolarité, fut diplômé entre 1928 et 1929 de l'Université du soir de Moscou pour les ouvriers, puis étudia à la faculté de journalisme de l'Université d’État de Moscou. Il en obtint le diplôme en 1935. Pendant ses études, il rejoignit le Parti communiste unifié (bolchevik) en 1930 et servit dans l'Armée rouge entre 1930 et 1931.
En plus de ses études, il travailla de 1931 à 1937 en tant que rédacteur en chef du journal d'entreprise Динамо (Dinamo) dans la société  métallurgique "Серп и молот" (Faucille et Marteau) et en tant que rédacteur en chef de la Pravda, quotidien communiste.
De 1937 à 1938 Mikhaïlov a été rédacteur en chef de Komsomolskaïa Pravda, le journal du Komsomol.